# Les Bouchoux
 Les Bouchoux  es una población y comuna francesa, situada en la región del Franco Condado, departamento de Jura, en el distrito de Saint-Claude. Es el chef-lieu del cantón de Les Bouchoux, aunque Viry la supera en población.

## Demografía
| 375 | 319 | 283 | 250 | 268 | 280 |
| Para los censos de 1962 a 1999 la población legal corresponde a la población sin duplicidades (Fuente: INSEE [Consultar]) |     |     |     |     |     |